# Ponte Vecchio (Ivrea)
El Ponte Vecchio es el más antiguo puente de la ciudad piamontesa de Ivrea en Italia. Realizado sobre el río Dora Baltea, su primera construcción tuvo lugar en época romana.

## Historia
Un primer puente fue presumiblemente realizado a la época romana en el lugar donde el lecho del río era más estrecho. De hecho, durante los numerosos estudios y excavaciones cumplidos por los arqueólogos unos ladrillos romanos han sido recuperados, demostración de la preexistencia en ese sitio de un puente del siglo I a. C.
El puente fue destruido durante el asedio francés de 1704 para permitir la defensa de la ciudad. Solamente en 1706 Víctor Amadeo II de Saboya ordenó su reconstrucción.

## Descripción
El puente se encuentra en un sitio donde el lecho del río es particularmente estrecho a unos 100 metros río arriba del Ponte Nuovo. Se trata de un puente en arco.